# Cleora superfumata
Cleora superfumata là một loài bướm đêm trong họ Geometridae.